# John Njue
John Njue (Embu, 1. siječnja 1946.) kenijski je kardinal Katoličke Crkve. Bio je četvrti nadbiskup Nairobija od 2007. do 2021. godine.
Papa Benedikt XVI. ga je na konzistoriju 24. studenoga 2007. proglasio kardinalom-svećenikom crkve Preziosissimo Sangue di Nostro Signore Gesù Cristo. Dana 12. lipnja 2008. imenovan je članom Kongregacije za evangelizaciju naroda i Kongregacije za kler.